# Ostrinia scapulalis
Ostrinia scapulalis là một loài bướm đêm trong họ Crambidae.